# Světové atletické finále
Světové atletické finále (oficiálně: IAAF World Athletics Final) bylo pořádáno v letech 2003 – 2009, kdy nahradilo původní Finále Grand Prix IAAF. Jednalo se o dvoudenní atletický mítink, který vždy v září uzavíral letní atletickou sezónu. Na startovní listinu se mohli dostat jen ti atleti, kteří posbírali co nejvíce bodů na mítincích Zlaté ligy, Super Grand Prix a také Grand Prix.
V každé disciplíně startovalo osm atletů s výjimkou běhů na delší tratě (deset až dvanáct závodníků). K prvním sedmi byl vždy doplněn závodník, kterému IAAF udělila tzv. divokou kartu. Muži a ženy startovali od roku 2005 v osmnácti atletických disciplínách. Na prvních třech ročnících v Monaku nebyl hod kladivem v hlavním dvoudenním programu, ale tato disciplína se konala vždy o týden (v roce 2004 o dva týdny) dříve v maďarském městě Szombathely.
V roce 2010 se měl konat další ročník v marockém městě Rabat. Nová koncepce IAAF však již dále s tímto závodem nepočítala a po zániku tzv. Zlaté ligy skončilo i světové atletické finále. V roce 2010 bylo nahrazeno Diamantovou ligou, která se skládala ze 14 závodů, přičemž poslední finálový se konal v belgickém Bruselu.

## Přehled ročníků
| *  | Ročník | Datum               | Město       | Země     | Místo konání             | Počet disciplín | Zajímavosti                                                                                                 |
| -- | ------ | ------------------- | ----------- | -------- | ------------------------ | --------------- | --- |
| 1. | 2003   | 13. září - 14. září | Fontvieille | Monako   | Stade Louis II.          | 33              | Pospíšilová (hod diskem) · Jan Železný (hod oštěpem)                                                        |
| 1. | 2003   | 7. září             | Szombathely | Maďarsko | Stadion Rohonci Út       | 2               | hod kladivem                                                                                                |
| 2. | 2004   | 18. září - 19. září | Fontvieille | Monako   | Stade Louis II.          | 33              | Pospíšilová (hod diskem) · Nikola Brejchová (oštěp) · Jan Železný (hod oštěpem) · Timothy Mack 6,01 m (tyč) |
| 2. | 2004   | 5. září             | Szombathely | Maďarsko | Stadion Rohonci Út       | 2               | hod kladivem                                                                                                |
| 3. | 2005   | 9. září - 10. září  | Fontvieille | Monako   | Stade Louis II.          | 34              | na programu steeplechase žen                                                                                |
| 3. | 2005   | 3. září             | Szombathely | Maďarsko | Stadion Rohonci Út       | 2               | hod kladivem                                                                                                |
| 4. | 2006   | 9. září - 10. září  | Stuttgart   | Německo  | Gottlieb Daimler Stadion | 36              | Barbora Špotáková (hod oštěpem) 66,21 m (NR)                                                                |
| 5. | 2007   | 22. září - 23. září | Stuttgart   | Německo  | Gottlieb Daimler Stadion | 36              | Barbora Špotáková (hod oštěpem) 67,12 m (NR) · Věra Pospíšilová (hod diskem)                                |
| 6. | 2008   | 13. září - 14. září | Stuttgart   | Německo  | Mercedes-Benz Arena      | 36              | Barbora Špotáková (hod oštěpem) 72,28 m (WR) · Petr Svoboda (110 m překážek)                                |
| 7. | 2009   | 12. září - 13. září | Soluň       | Řecko    | Kaftanzoglio Stadium     | 36              | Barbora Špotáková (hod oštěpem) 63,45 m · Jaroslav Bába (skok vysoký)                                       |